# Humberto Álvarez Suárez
Humberto Nicolás Álvarez Suárez (La Serena, 10 de mayo de 1895-Santiago, 24 de enero de 1982) fue un abogado, académico y político radical chileno. Se desempeñó como parlamentario, así como ministro de Estado durante los gobiernos de los presidentes Pedro Aguirre Cerda y Arturo Alessandri.

## Familia y estudios
Nació en la comuna chilena de La Serena el 10 de mayo de 1895, hijo de Pedro Álvarez Rojo y de Josefa Suárez Jiliberto. Su hermano Pedro, de profesión ingeniero en minas, se desempeñó como ministro de Economía y Abastecimientos durante los primeros meses del gobierno del presidente radical Juan Antonio Ríos. Realizó sus estudios primarios y secundarios en el Liceo de La Serena. Continuó los superiores en la Universidad de Chile, titulándose como abogado el 5 de septiembre de 1917, con la presentación de la memoria: Reformas introducidas al Código Civil por el Código de Procesamiento Civil.
Se casó con Marta Johannsen Bonchert, con quien tuvo dos hijos: Humberto y Marta.

## Carrera laboral
Una vez egresado, se desempeñó como secretario abogado de la Municipalidad de Coquimbo entre 1921 y 1922. Posteriormente, ocupó los cargos de relator de la Corte de Apelaciones de La Serena; secretario de la comisión nombrada para la reforma del Código Civil y secretario abogado de la Asociación de Empresas Eléctricas y Sociedades Mineras. Más adelante, ejerció la abogacía junto a Gabriel González Videla y Pedro Enrique Alfonso.
En otro ámbito laboral, ocupó la presidencia en la Compañía Olivarera Nacional, en la Compañía de Conservas e Industrias Pesqueras S.A., y en la Sociedad Pesquera de Iquique.
Además, se dedicó a la docencia, siendo profesor de derecho procesal en la Universidad de Chile desde 1947.

## Carrera política
Inició sus actividades políticas al integrarse al Partido Radical (PR). En las elecciones parlamentarias de 1932, fue elegido como diputado por la 4ª Agrupación Departamental (correspondiente a los departamentos de La Serena, Elqui y Coquimbo), por el periodo legislativo 1933-1937. Sin embargo, no logró finalizar su periodo parlamentario, luego de renunciar al ser nombrado como ministro de Justicia el 12 de septiembre de 1936, por el presidente liberal Arturo Alessandri; ejerció ese cargo hasta el 22 de octubre del mismo año.
En las elecciones parlamentarias de 1937, volvió al Congreso Nacional, siendo elegido nuevamente como diputado por la misma 4ª Agrupación Departamental de La Serena, Elqui, Coquimbo, Ovalle, Illapel y Combarbalá, por el periodo 1937-1941. Durante su gestión participó de la Comisión de Legislación Social y Justicia, de Gobierno Interior, de Constitución, Legislación y Justicia, de Hacienda y de la Comisión Mixta de Ley Orgánica de Tribunales.
Sin embargo, volvió a renunciar al escaño al ser designado como ministro del Interior, el 8 de febrero de 1940, por el presidente Pedro Aguirre Cerda. Su escaño diputacional fue sustituido por Rodolfo Masson Villarroel, también radical, quien se incorporó tras vencer al liberal Narciso Herrera en las elecciones complementarias.
A continuación, en las elecciones parlamentarias de 1941, fue elegido como senador por la 2ª Circunscripción Provincial de provincias de Atacama y Coquimbo, por el periodo 1941-1949. En esta legislatura fue miembro de las comisiones de Constitución, Legislación y Justicia, de Hacienda, de Educación, de Minería y de Presupuesto. Paralelamente, en 1947 fue delegado de Chile a la Asamblea General de las Naciones Unidas (ONU).
En las elecciones parlamentarias de 1949, fue nuevamente elegido como senador por la misma zona, por el periodo 1949-1957; llegando a ser presidente del Senado entre el 15 de mayo de 1949 y el 22 de junio del mismo año. Volvió a ser reelegido en el Senado por el período 1957-1965, llegando a ocupar la vicepresidencia de la camara alta entre 1962 y 1963. En este último, estuvo en la Comisión de Constitución, Legislación y Justicia y Reglamento.

## Otras actividades
Se estableció como el fundador del diario La Prensa de Coquimbo, donde fue director. Fue masón, alcanzando el grado máximo en la Gran Logia de Chile. Entre sus múltiples actividades, fue miembro de la Sociedad Nacional de Minería (Sonami), del Colegio de Abogados y del Instituto Chileno-Israelí, donde fue su presidente. Asimismo, fue socio del Club de La Unión, Rotary Club de Santiago y Club Radical.